# Horama pretellus
Horama pretellus är en fjärilsart som beskrevs av Herrich-Schäffer 1866. Horama pretellus ingår i släktet Horama och familjen björnspinnare. Inga underarter finns listade i Catalogue of Life.